# 阿巴舍沃文化
阿巴舍沃文化（Abashevo）是俄罗斯西伯利亚地区青铜时代中期（约前2500–前1900年）的考古文化，分布于萨马拉弯以北的伏尔加河和卡馬河峡谷，向南延伸至乌拉尔山脉。这个文化得名于楚瓦什共和国的阿巴舍沃村。发现的遗迹有坟冢（kurgans）和居址遗存。阿巴舍沃文化是俄罗斯森林地区最东端的文化，继承了绳纹器文化的陶器传统。阿巴舍沃文化影響了辛塔什塔文化:382。
阿巴舍沃文化出土地考古基因，在父系單倍體群上属于印歐語系的R1a。，年代早于安德罗诺沃文化共同体:48，而陶器则是以法季扬诺沃文化为代表的绳纹器陶器:302。
阿巴舍沃文化的经济模式是混合农业，该文化的居民驯养了牛、绵羊、山羊以及其他家畜，而且从相邻的草原文化出土的马具来看，那里的居民已经开始使用马:1。辛塔什塔人继承了阿巴舍沃驯养的动物，但猪的作用急剧缩小:146。
在墓葬方面，阿巴舍沃文化延续了颜那亚文化和巴拉诺沃文化:100的坟冢土葬形式。平板墓也是阿巴舍沃文化的一种墓葬形式:221，和早期法季扬诺沃文化一样:100。墓葬的随葬品很少，只有一两个陶罐。有证据表明，一些墓葬的墓底是白桦皮的，墓壁和墓顶是木结构的:1。
该文化的铜器主要以砷铜为主，出土的武器有有銎战斧、铜剑等:73。阿巴舍沃文化是重要的冶金中心:2，并促进了辛塔什塔冶金的形成:86。
关于该文化居民的民族语言学身份并无定论。不过，他们可能是伏尔加-乌拉尔草原早期印欧人的波尔塔夫卡文化和法季扬诺沃-巴拉诺沃传统的融合:2，并和说乌拉尔语的人发生联系。阿巴舍沃可能是印欧语系的外来语进入乌拉尔语系的地方。阿巴舍沃文化的头骨与木椁墓文化、早期洞室墓文化和波塔波维卡文化不同:169–170。阿巴舍沃文化可能见证了说两种语言的人的同化过程:222。沃洛索沃文化的一些狩猎采集者显然也融入进了阿巴舍沃文化的居民中，两个文化风格的陶器在考古遗址中同时出现，有时甚至就在一个遗迹单位里:382。
阿巴舍沃文化的范围与法季扬诺沃-巴拉诺沃文化（早期绳纹器文化的东部变体）早期的一些地区重合，但并不能确定二者之间的關系。阿巴舍沃文化专家A.Pryakhin指出，它起源于南部森林草原中法季扬诺沃/巴拉诺沃和洞室墓/波尔塔夫卡人之间的接触。:383早期的阿巴舍沃陶器风格强烈地影响了辛塔什塔陶器:382。
阿巴舍沃文化继承發展自颜那亚文化，之後又衍生出辛塔什塔文化和木椁墓文化:382。